# Cosmati

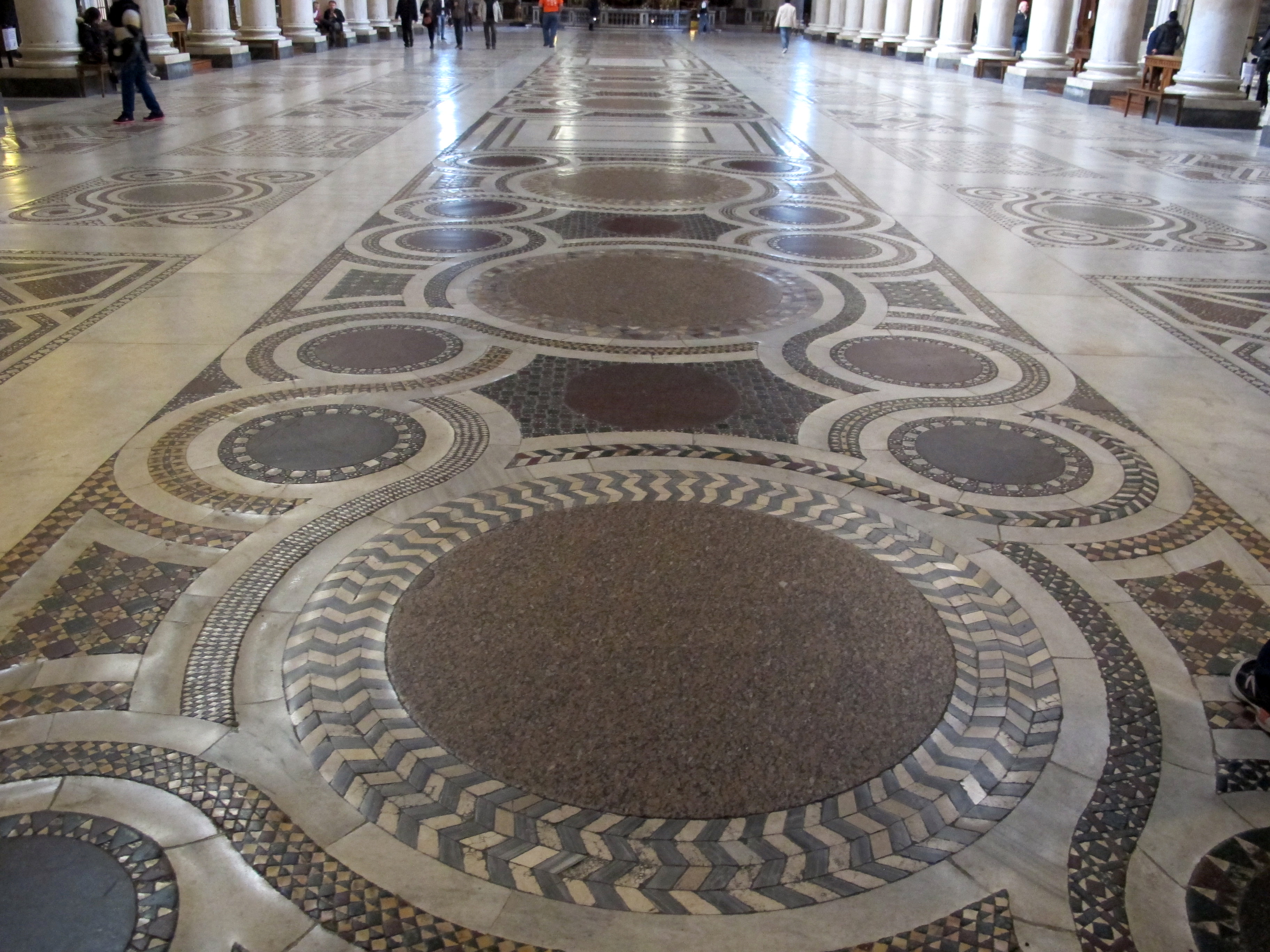
Santa Maria Maggiore (kolem 1150)

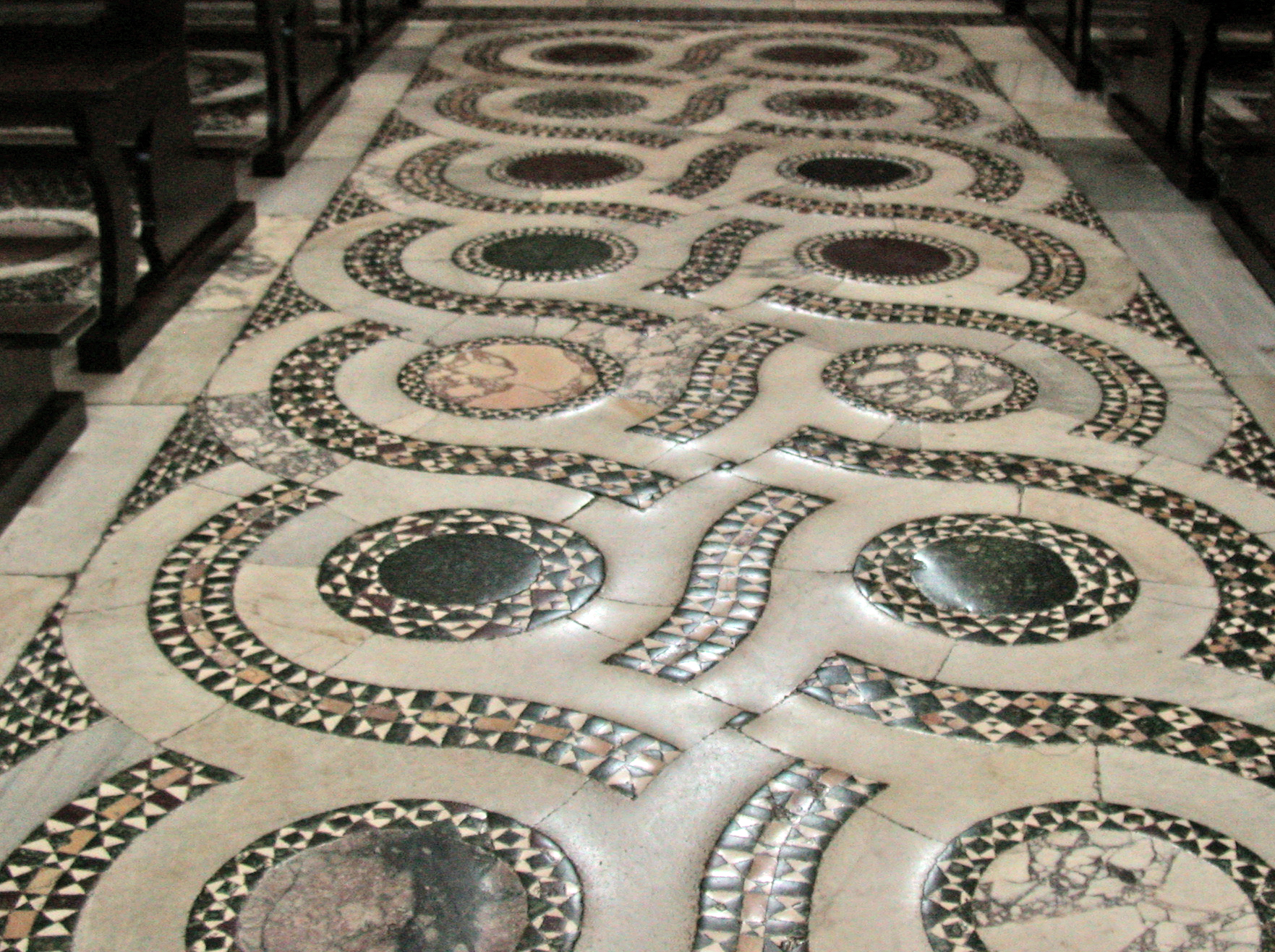
Dlažba katedrály v Terracině

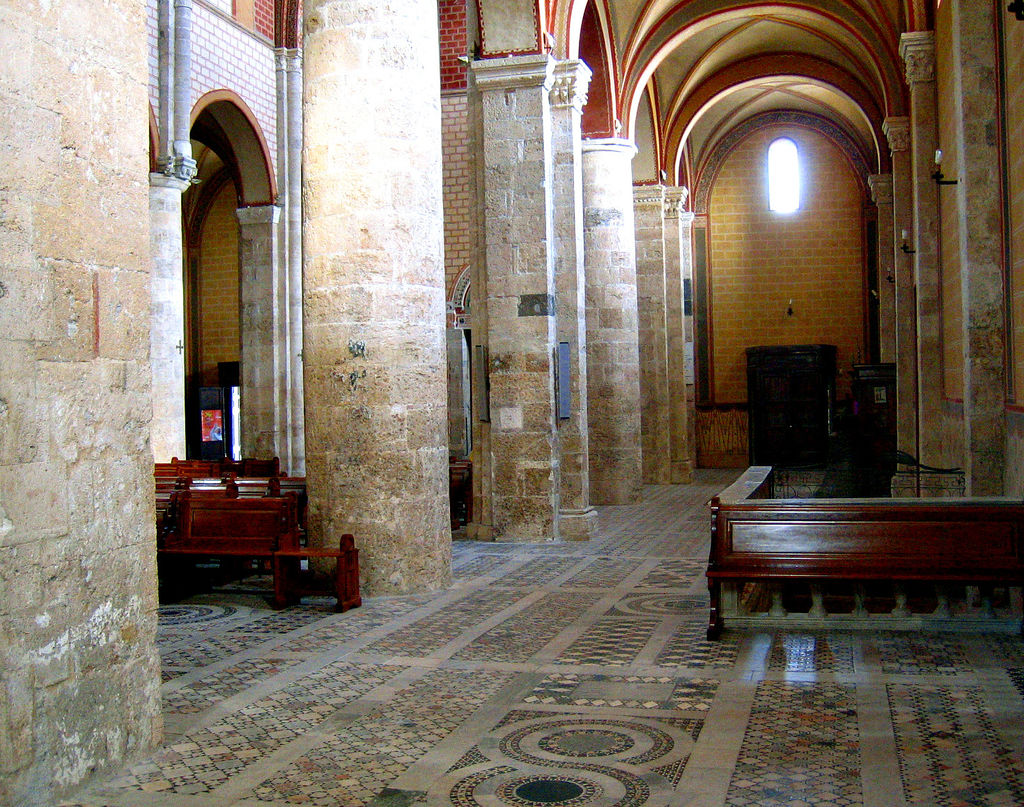
Dlažba katedrály v Anagni

Cosmati [kosmáty] byla rodina a škola kameníků, která působila ve 12.-13. století hlavně v Itálii a proslavila se pestrými ornamentálními mramorovými mozaikami. Inspirovala se jednak starověkými, ale také islámskými nefigurálními mozaikami v jižní Itálii. Název podle zakladatele Lorenzo Cosmatiho († po 1210), jehož umění se předávalo v rodinách a dílnách až do pozdního středověku.
Cosmati se kromě toho zabývali vykopávkami a prodejem starověkých soch a na řadě z nich jsou jejich podpisy.

## Technika
Způsob práce se často nazýval cosmatesco, je to mozaika. Spočívá ve vykládání kamene jinobarevným kamenem, tzv. inkrustaci. Drobné trojúhelníkové, čtvercové či kosočtverečné kousky barevného kamene nebo skla podloženého zlatou fólií se vsazují do přesně vysekaných jamek v ornamentálních vzorcích (řadách, spirálách, soustředných kruzích), nejčastěji v mramoru bílém, ale také například zeleném (antico verde).
Mozaika se užívala na kamenných oltářích, sloupech, biskupských trůnech, svícnech i na obkladech stěn, také na velkých plochách podlah kostelů a královských paláců, zejména v Itálii.

## Hlavní díla
Mozaikové podlahy, mramorové reliéfy a trůny této školy se zachovaly hlavně v kostelích v Římě a okolí (Anagni, Subiaco, Grottaferrata aj.), dále v jižní Itálii, například v Neapoli nebo na Sicílii v císařském paláci v Palermu. Mimo kontinent se objevuje také například ve Westminsterském opatství v Londýně (mozaika před hlavním oltářem), ve střední Evropě mj. v rakouském Gurku (Korutany).
Řím:
- Bazilika Svatého Kříže v Jeruzalémě
- Bazilika Panny Marie Sněžné (náhrobky)
- Santa Maria in Cosmedin (podlaha, trůn)
- San Clemente
- Lateránská bazilika (křížová chodba)
- Santa Maria in Aracoeli (ambony)
- Bazilika svatého Vavřince za hradbami (podlaha, baldachýn na sloupech, ambona)
- Bazilika svatého Pavla za hradbami

## Galerie

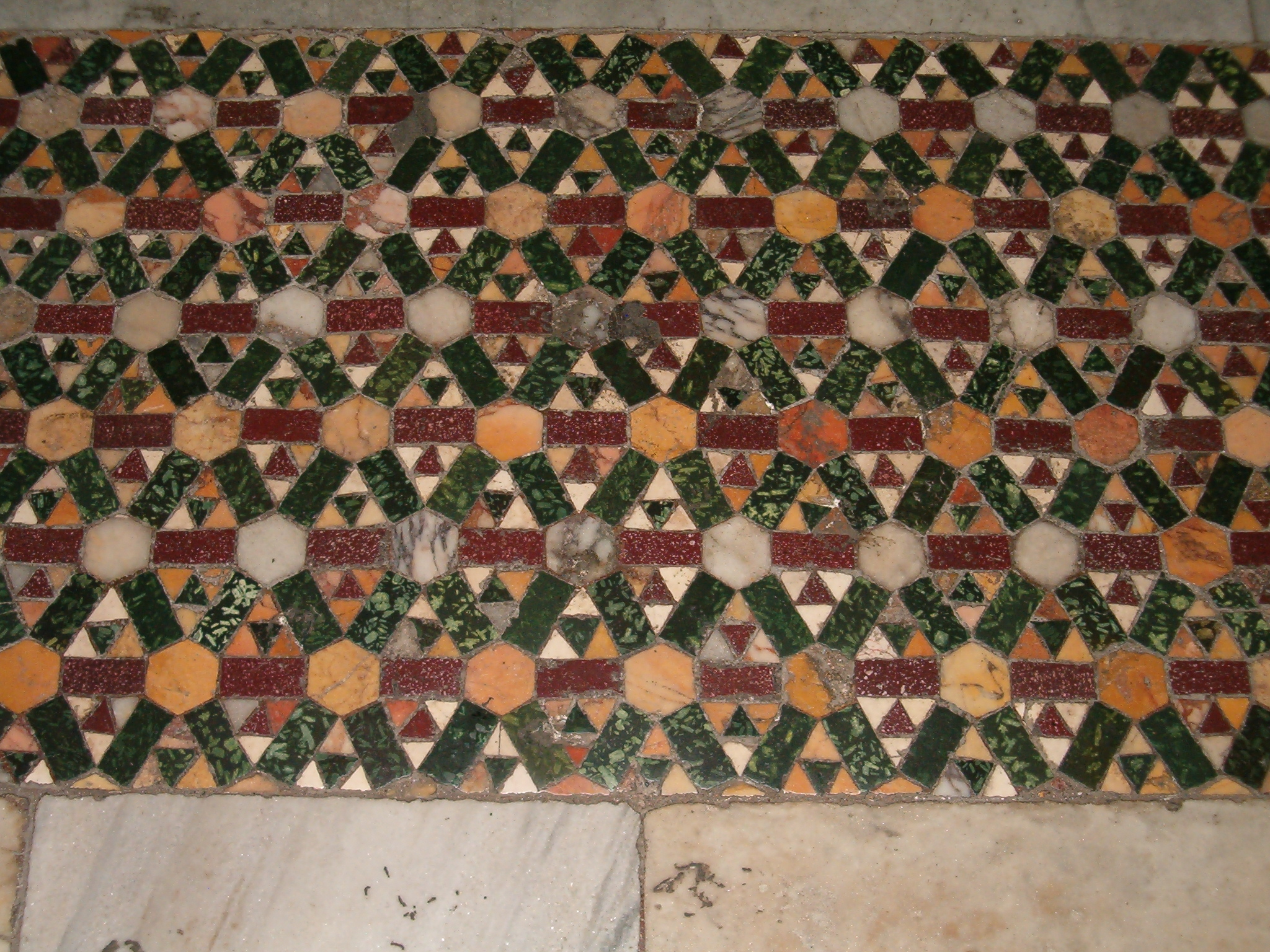
Santa Maria in Cosmedin
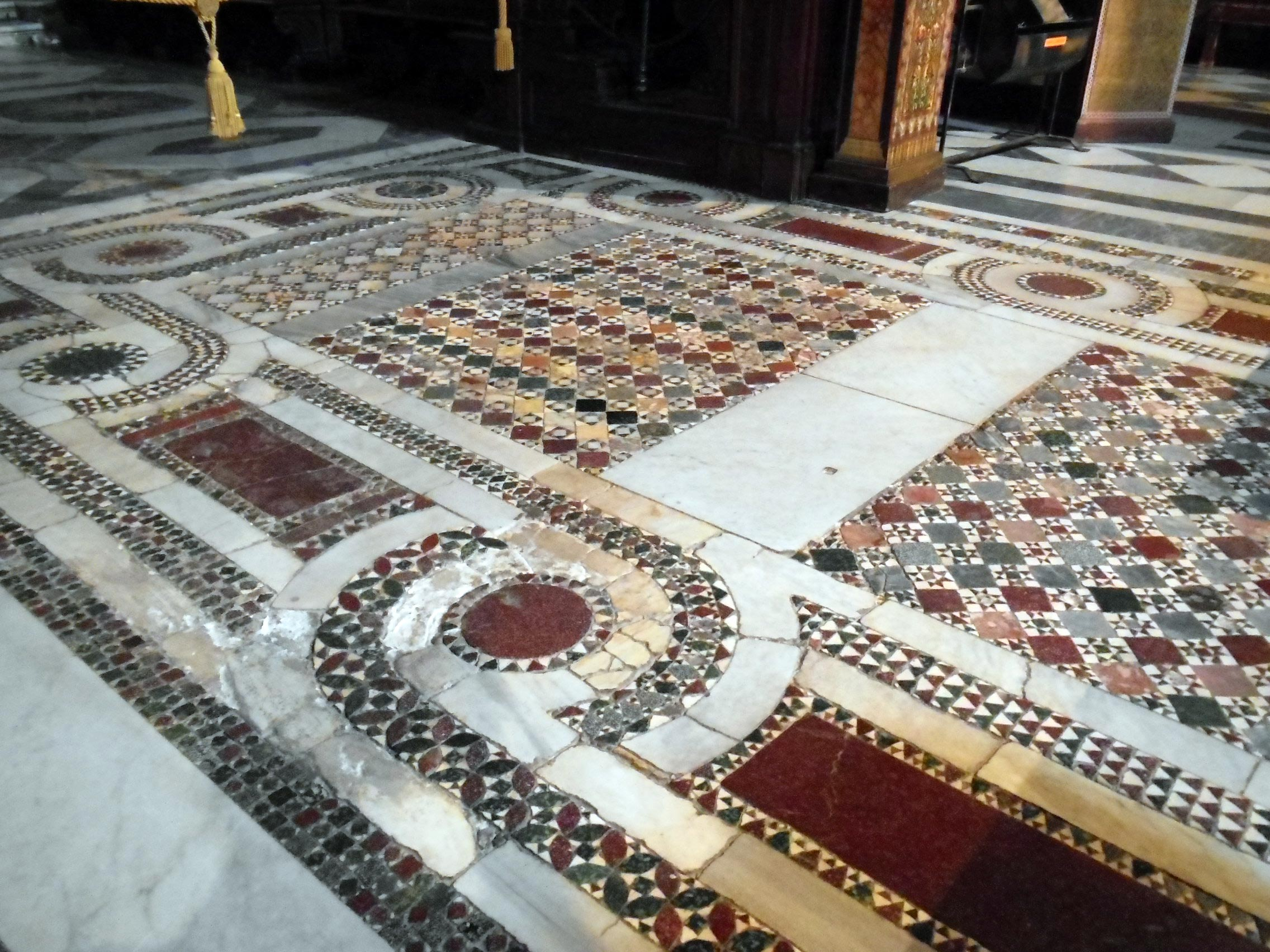
Kostal San Nilo v Grottaferrata
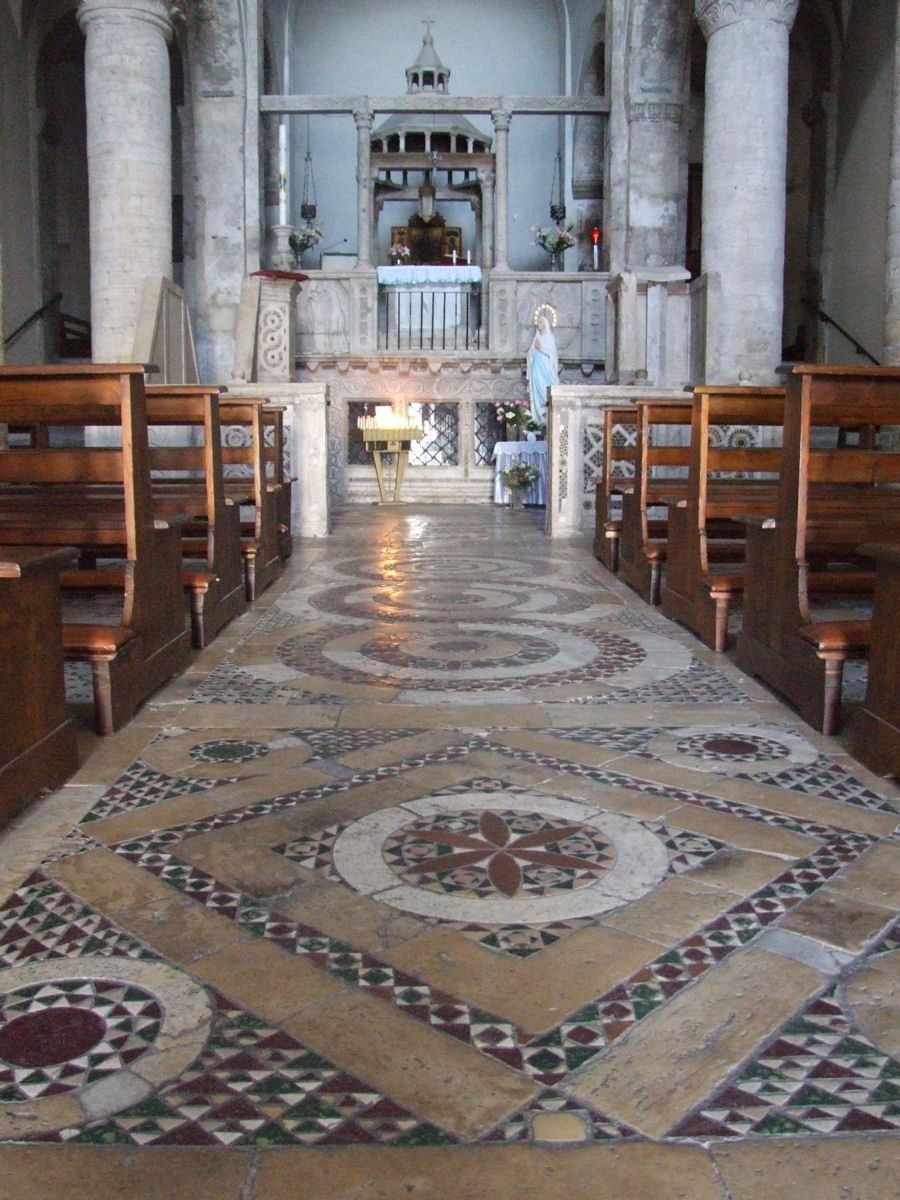
Lugnano in Teverina, dlažba
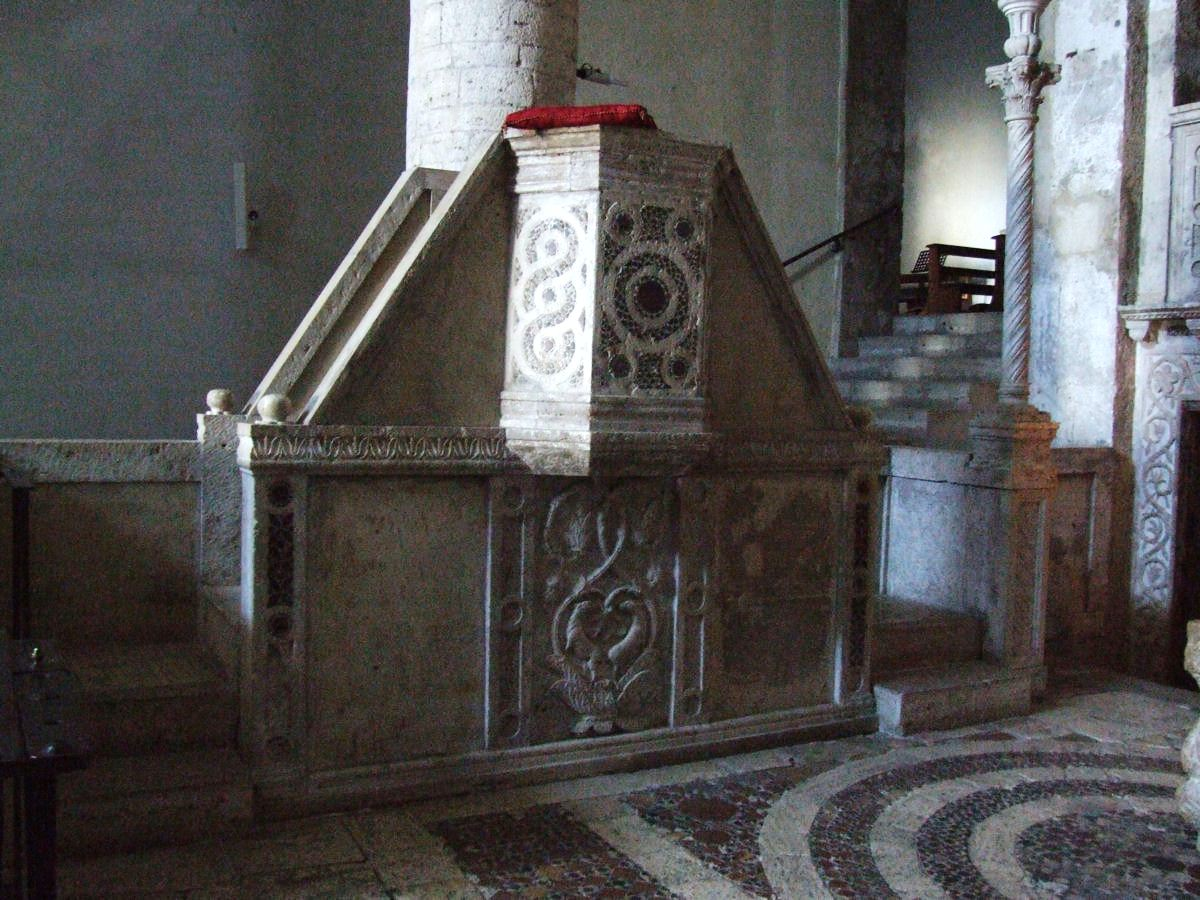
Lugnano in Teverina, kazatelna